# Tux Paint
Tux Paint は、子供を対象としたペイントソフトである。2002年にBill Kendrickが開発を始め、多くのボランティアの協力のもとで保守・改善が続けられている。類似のプロプライエタリな教育ソフトウェアであるKid Pixの代替フリーウェアであると広くみなされている。

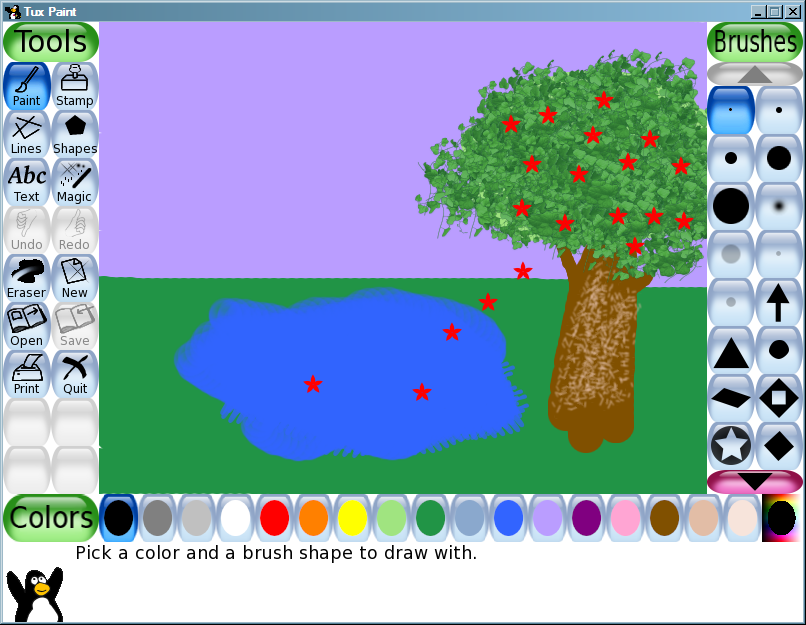
描画ツール

## 特徴
3歳児にも利用できるような思想から、GIMPやPhotoshopなどの代表的な画像編集ソフトウェアとは大きく異なる。ユーザインタフェースは直感的に設計されており、
操作理解の助けとなるようにアイコンや音のフィードバック、文章が利用されている。また、子供の関心を引くために色鮮やかなインターフェースや効果音、マスコットキャラクターのタックスを利用している。

### 基本描画ツール
大抵の画像編集ソフトと同じく、絵筆、消しゴム、直線・多角形・文字の描画機能を利用でき、アンドゥやリドゥによって変更の取り消しを行える。

### ファイル
オペレーティングシステムやファイルについての知識がなくても利用できるように設計されており、「保存」や「開く」の操作はPDA用ソフトのものを模している。画像の保存時にファイル名や保存場所を指定する必要はなく、以前保存した画像を開こうとするとそれらのサムネイルが表示される。

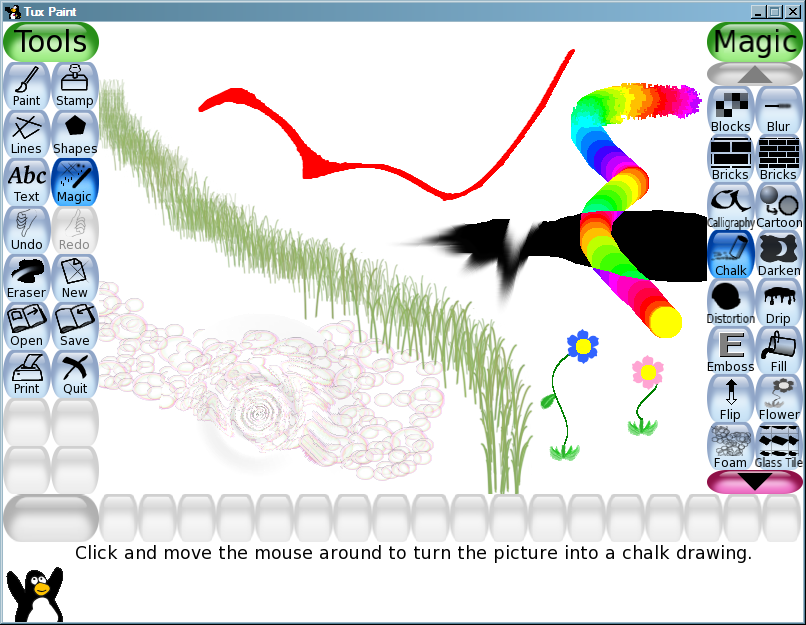
マジックツール

### 拡張描画ツール
ぼかしやフェード、道路にチョークで描いたように見せるなど、フィルターや特殊効果の機能である「マジック」ツールが提供されている。これはVer0.9.18からは実行時にロードされるプラグインとして搭載されており、C言語のAPIを利用している。

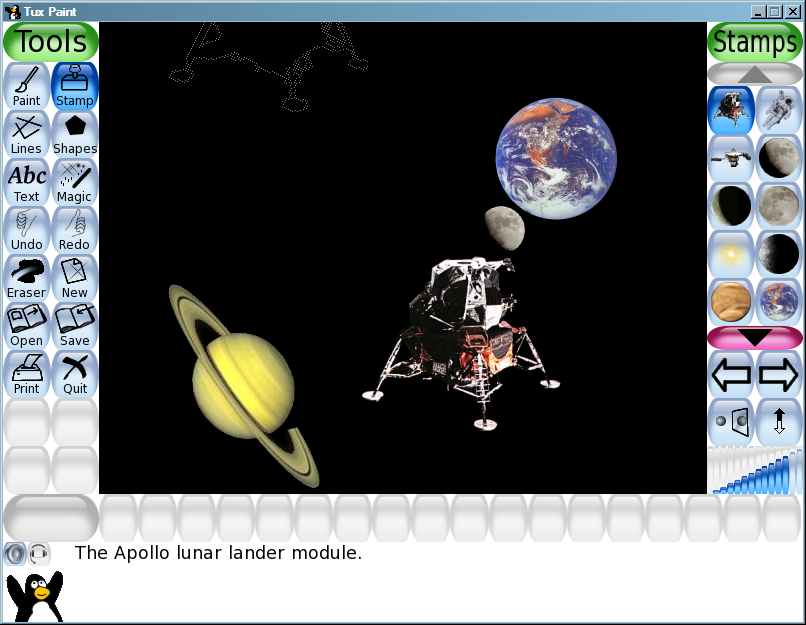
スタンプ

多くのイラストや写真が自由配布ライセンスの下で提供されており、「ラバースタンプ」ツールによって画像内に配置できる。スタンプはPNG形式（24ビット色深度とアルファチャンネルをサポート）のビットマップ画像 やSVG形式のベクタ画像 でも利用できる。2008年の時点で、800以上のスタンプが提供されている。

### 多言語対応
非ラテン文字である日本語、ギリシャ語、テルグ語なども含め、2022年6月時点で129言語に対応している。多言語表示にはPangoを利用しており、効果音や独自実装されたインプットメソッドも多言語対応の対象である。

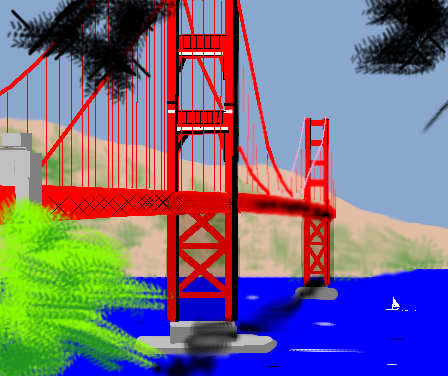
ゴールデン・ゲート・ブリッジ描画例

## 配布
公式サイトで、各種 Linux ディストリビューションのほか、Windows、MacOS、Android といった主要なプラットフォーム向けに作成されたバイナリパッケージが公開されている。
ASUS Eee PCに付属するほか、Debian Jr.やEdubuntuといった教育向けLinuxディストリビューションに標準搭載されている。オープンソースの教育用ソフトウェアスイートであるGComprisでも利用できる。